# Trochetiopsis erythroxylon
Trochetiopsis erythroxylon — вид квіткових рослин родини мальвових (Malvaceae).

## Поширення
Ендемік острова Святої Єлени. Вид був досить поширеним на острові до прибуття людей у XVII століття. Колонізатори вирубували дерева для господарських потреб. До кінця XIX століття вид вимер у природньому середовищі, залишились лише дерева, що були посаджені у парках та садах. Спроби висадити дерево у природі були невдалими. Зараз у культурі на острові залишилось близько 60 дерев.

## Опис
Невелике деревце, рідко перевищує 3 м заввишки і зазвичай не живе більше 20 років. Цвітіння може відбуватися протягом усього року при сприятливих умовах. Великі, підвішені квіти багаті на пилок та нектар. Насіння помірно велике і важке, без очевидних способів розпорошення, хоча можливо, що його колись брали та поширювали лісові птахи, що вимерли.